# Ali ibne Iúçufe
Ali ibne Iúçufe ibn Taxifine/Taxufine (Ali ibn Yusuf ibn Tashfin; em árabe: علي بن يوسف; m. 1143), filho de Iúçufe ibne Taxufine, foi o segundo emir da dinastia dos almorávidas, de 1106 a 1143. Venceu os Cristãos na Batalha de Uclés. Extinguiu a Taifa de Saragoça em 1110 e atacou e tomou Coimbra (excepto o castelo) em 1117.
Durante o seu governo ocorreu a revolta dos almóadas em Marrocos e o seu general, Sir, reconquistou Sintra, Lisboa e Santarém ao Condado Portucalense. Por ocasião da Tomada de Santarém em 15 de março de 1147, o poeta ibne Abdune escreveu famosa carta a este governante. Foi sucedido pelo seu filho Taxufine ibne Ali ibne Iúçufe.